# كلى ديفلد
الكلى ديفيلد هو طبق إفطار بريطاني من العصر الفيكتوري يتكون من كليتي الضأن المطبوخة في صلصة متبلة ، يشار إليها باسم "ديفيلنج". ومنذ ذلك الحين أصبح يستخدم بشكل متكرر كطبق على العشاء.

## وصف
يتكون خليط الديفلنج من صلصة ورشيسترشاير ، خردل ، زبدة ، فلفل حريف ، ملح وفلفل أسود . 
وصف جيمس بوزويل "ديفيلنج" خلال القرن الثامن عشر ، على الرغم من أنه لم يكن متعارف عليه حتى القرنين التاسع عشر والعشرين كطبق إفطار . خلال العصر الإدواردي ، كان الطبق يُقدم عادةً في نوادي السادة ،  وكان جزءًا من المطبخ الذي يشمل أيضًا عناصر مثل kedgeree أو kippers . في العصر الحديث ، تم الترويج له في الغالب كطبق عشاء بدلاً من الإفطار. 

### الاختلافات
ابتكر الشيف البريطاني الشهير ريك شتاين وصفة تجمع بين الكليتين مع الفطر البري لعمل طبق رئيسي .  غالبًا ما يتم تضمين هذا الطبق في كتب الطبخ ، مع نسخ مُزينة بأغلفة الكتب من قبل مطعم كانتين ،  بالإضافة إلى كتب The Hairy Bikers .  وصف الشيف فيرجوس هندرسون نسخة كارولين كونران الخاصة بالكلى الملتهبة بأنها "أفضل وصفة على الإطلاق!" ،  وابتكر ماركو بيير وايت كلى شياطين للمشاهير في أحد مواسمه <i id="mwMg">في مطبخ الجحيم على</i> أي تي في. 